# Synonymie cognitive
 (mars 2025).
Le contenu est difficilement compréhensible vu les erreurs de traduction, qui sont peut-être dues à l'utilisation d'un logiciel de traduction automatique.
 (mars 2024).
La mise en forme du texte ne suit pas les recommandations de Wikipédia : il faut le « wikifier ».
Les points d'amélioration suivants sont les cas les plus fréquents. Le détail des points à revoir est peut-être précisé sur la page de discussion.
- Les titres sont pré-formatés par le logiciel. Ils ne sont ni en capitales, ni en gras.
- Le texte ne doit pas être écrit en capitales (les noms de famille non plus), ni en gras, ni en italique, ni en « petit »…
- Le gras n'est utilisé que pour surligner le titre de l'article dans l'introduction, une seule fois.
- L'italique est rarement utilisé : mots en langue étrangère, titres d'œuvres, noms de bateaux, etc.
- Les citations ne sont pas en italique mais en corps de texte normal. Elles sont entourées par des guillemets français : « et ».
- Les listes à puces sont à éviter, des paragraphes rédigés étant largement préférés. Les tableaux sont à réserver à la présentation de données structurées (résultats, etc.).
- Les appels de note de bas de page (petits chiffres en exposant, introduits par l'outil «  Source ») sont à placer entre la fin de phrase et le point final[comme ça].
- Les liens internes (vers d'autres articles de Wikipédia) sont à choisir avec parcimonie. Créez des liens vers des articles approfondissant le sujet. Les termes génériques sans rapport avec le sujet sont à éviter, ainsi que les répétitions de liens vers un même terme.
- Les liens externes sont à placer uniquement dans une section « Liens externes », à la fin de l'article. Ces liens sont à choisir avec parcimonie suivant les règles définies. Si un lien sert de source à l'article, son insertion dans le texte est à faire par les notes de bas de page.
- La présentation des références doit suivre les conventions bibliographiques. Il est recommandé d'utiliser les modèles {{Ouvrage}}, {{Chapitre}}, {{Article}}, {{Lien web}} et/ou {{Bibliographie}}. Le mode d'édition visuel peut mettre en forme automatiquement les références.
- Insérer une infobox (cadre d'informations à droite) n'est pas obligatoire pour parachever la mise en page.

Pour une aide détaillée, merci de consulter Aide:Wikification.
Si vous pensez que ces points ont été résolus, vous pouvez retirer ce bandeau et améliorer la mise en forme d'un autre article.
 (mars 2024).
La synonymie cognitive est un type de synonymie dans laquelle les synonymes sont si similaires dans leur sens qu'ils ne peuvent pas être distingués autant dénotatifs que connotatifs, qui est, même pas par associations mentales, connotations, réponses émotives, et valeur poétique.[pas clair] C'est une définition technique plus précise de la synonymie, spécifiquement pour les causes théoriques. Dans l'usage qu'emploie cette définition[pas clair], les synonymes avec des plus grandes différences sont souvent appelés des synonymes-proches plutôt que des synonymes.

## Aperçu
Si un mot est synonyme connotatif avec un autre mot, ils réfèrent à la même chose indépendamment du contexte. Par conséquent, un mot est synonyme connotatif avec un autre mot si et seulement si toutes les occurrences de ces deux mots expriment la même chose exacte, et les référents sont nécessairement identiques, qui signifient que les mots de façon interchangeable n'est pas sensible au contexte.[pas clair]
Willard Van Orman Quine a considérablement utilisé le concept de la synonymie cognitive dans son fameux texte de 1951 "Deux dogmes de l'empirisme", où deux mots étaient synonymes cognitivement s'ils étaient interchangeables dans chaque occurrence possible. 
Par exemple,
- Tous les célibataires ne sont pas mariés.
- Tous les hommes non mariés ne sont pas mariés.

Quine indique que si l'un réfère au mot lui-même, cela ne s'applique pas, comme en
- Un célibataire a moins de treize lettres.

Par rapport à la substitution qui est évidemment fausse,
- "Les hommes non mariés" a moins de dix lettres.

## Lectures complémentaires
- (en) Cappelen, Herman et Ernest LePore, Citation, The Stanford Encyclopedia of Philosophy (édition hiver 2008), Edward N. Zalta (éd.).